# Carcinoma a cellule di Merkel
Il carcinoma a cellule di Merkel è una neoplasia della cute.

## Epidemiologia
Si manifesta prevalentemente nelle persone di età avanzata, tra i 60 e gli 80 anni, con un'incidenza due volte maggiore nei maschi rispetto alle femmine.

## Prognosi
La neoplasia metastatizza per via linfatica mediamente dopo tre anni dall'esordio della malattia con una mortalità compresa tra il 33 e il 46%.

## Terapie
Il trattamento può essere chirurgico, da riservarsi a pazienti con malattia localizzata, da eseguirsi mediante resezione ed eventuale asportazione dei linfonodi, associata o meno a chemioterapia e radioterapia. Nel 2010 il lorvotuzumab mertansine è stato approvato per il trattamento del carcinoma a cellule di Merkel.